# 외경

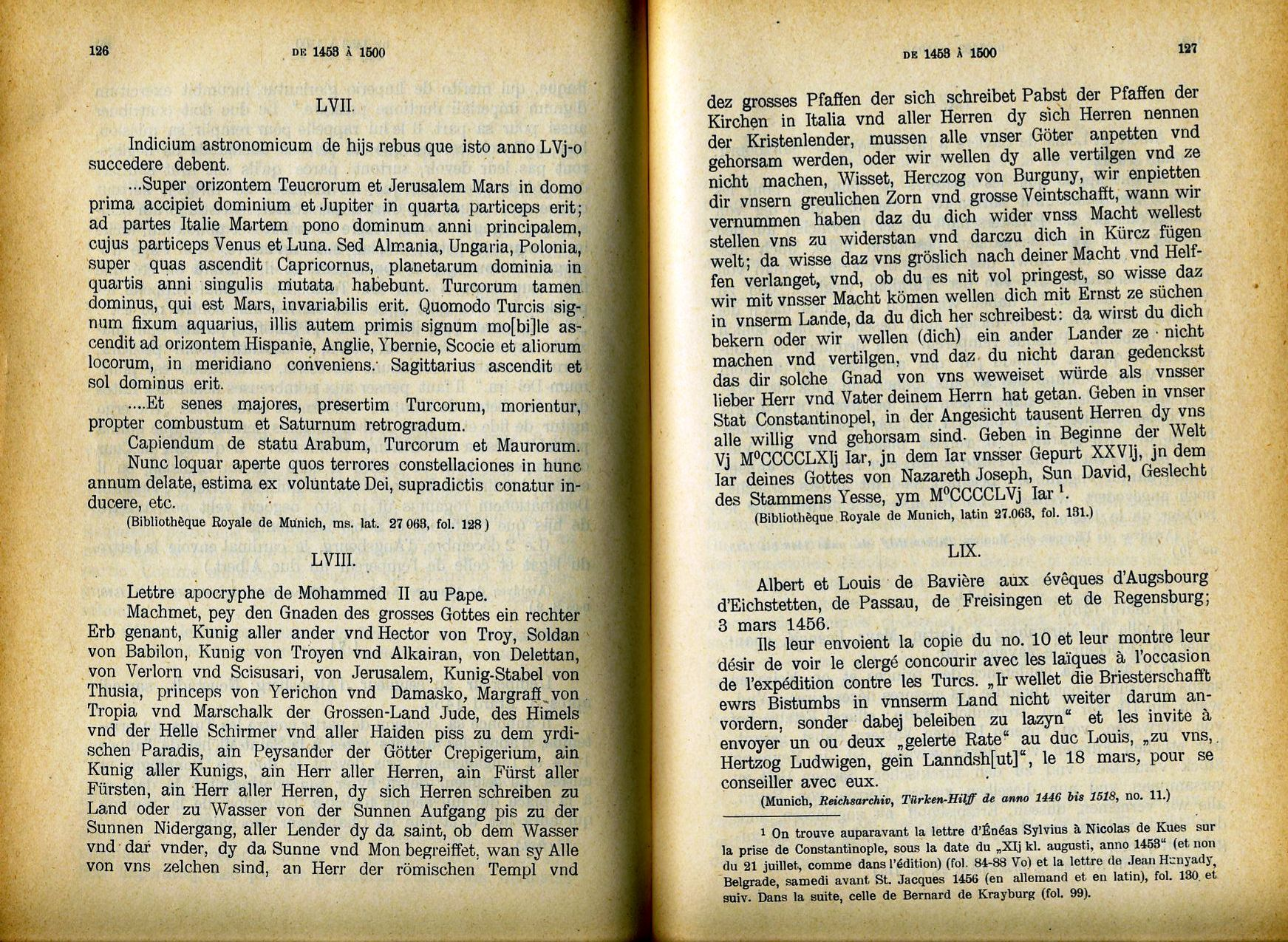
술탄 모하메드 2 세의 외경 서신, 시리즈 4 : 1453-1476, 파리; 부카레스트, 1915, 페이지 126-127

외경(Apocryph)은 일반적으로 알려지지 않은 저작이나 의심스러운 출처의 작품들이다. 성경 외경은 불가타와 칠십인역에 포함되어 있지만 히브리어 성경에는 포함되어 있지 않다. 서방교회에서 천주교는 이런 작품들을 제2경전으로 인정하지만, 개신교는 이런 작품들을 외경이라고 구분한다. 따라서 개신교 성경은 구약 정경에 이 책들을 포함하지 않는다. 다른 비정경적 외경 문서를 일반적으로 위경(거짓된 특성을 의미하는)이라고 부른다.
그 단어의 기원은 중세 라틴 형용사 비밀 혹은 비정경 (apocryphus)을 의미하는데  그리스어 아포크포스에서 왔다.

## 개요
70인 역(譯) 그리스어로 된 <구약성서>에는 들어있으나 헤브라이어 성서에서는 빠져 있는 서(書)이다. 루터 역의 성서에는 '성서의 정전각서(正典各書)와 똑같이 평가할 수는 없으나 읽으면 유익한 것'이라는 표제가 붙어 있다. 일반적으로 다음의 각서(各書)를 말한다. 제1·제2·제3 마카비서(Maccabee書), <제3에스드라서(Esdra書)>(史書), <벤 시락의 지혜>, <솔로몬의 지혜>(교훈서), <바루크서(Baruch書)>, <예레미아의 편지> (예언서),  <마나세의 기도>,  <에스더서의 추가>,  <아사리아의 기도와 삼동자(三童子)의 노래>(正典의 추가),  <토비트서(Tobit書)>와  <유디드서(Judith書)>(소설류) 등이 있다. 이들은 기원전 200년부터 기원후 100년 사이에 모두 만들어진 것으로서, 그리스 사상과 동방의 종교사상에서 강하게 영향을 받았으나 당시 유태교의 역사·문화·종교를 알아보는 귀중한 자료들이며 그리스도교 성립 당시의 사상적 배경을 이해하기 위해서도 뺄 수 없는 것들이다.

## 60개 목록
7세기 경에 작성된 60개 목록에는 포함되지 않는 외경들: 
- Adam
- Enoch
- Lamech
- Twelve Patriarchs
- Prayer of Joseph
- Eldad and Modad
- Testament of Moses
- Assumption of Moses
- Psalms of Solomon
- Apocalypse of Elijah
- Ascension of Isaiah
- Apocalypse of Zephaniah
- Apocalypse of Zechariah
- Apocalyptic Ezra
- History of James
- Apocalypse of Peter
- Itinerary and Teaching of the Apostles
- Epistle of Barnabas
- Acts of Paul
- Apocalypse of Paul
- Didascalia of Clement
- Didascalia of Ignatius
- Didascalia of Polycarp
- Gospel According to Barnabas[a]
- Gospel According to Matthew[b]

## 같이 보기
- 신약 외경
- 복음서 목록
- 셰익스피어 외경